# Tornei di tennis femminili nel 1891
Prima della nascita del WTA Tour, ossia l'apertura alle tenniste professioniste dei tornei che prima di quell'anno erano riservati alle tenniste dilettanti, tutti gli eventi più importanti erano amatoriali, tra questi c'erano i tornei del Grande Slam: il Campionato francese di tennis, il Torneo di Wimbledon e gli U.S. National Championships.

## Gennaio
Nessun evento

## Febbraio
Nessun evento

## Marzo
| Settimana | Torneo                                                                                    | Vincitore                                             | Finalista                                   | Semifinalisti | Eliminati ai quarti |
| --------- | ----------------------------------------------------------------------------------------- | ----------------------------------------------------- | ------------------------------------------- | ------------- | ------------------- |
| marzo     | South African Championships 1891 Port Elizabeth, Sudafrica Terra rossa Singolare - Doppio | Mabel Grant 6-2 6-0                                   | Miss Blackburn                              |               |                     |
| marzo     | South African Championships 1891 Port Elizabeth, Sudafrica Terra rossa Singolare - Doppio |                                                       |                                             |               |                     |
| marzo     | South African Championships 1891 Port Elizabeth, Sudafrica Terra rossa Singolare - Doppio | Doppio misto: Mabel Grant Lionel Richardson           | Mrs R Deare Mr Carpenter                    |               |                     |
| 14 marzo  | South Australian Championships 1891 Adelaide, Australia Cemento Singolare - Doppio        | Emily Hodge 11-6                                      | M. Hodge                                    |               |                     |
| 14 marzo  | South Australian Championships 1891 Adelaide, Australia Cemento Singolare - Doppio        |                                                       |                                             |               |                     |
| 18 marzo  | Ceylon Championships 1891 Nuwara Eliya, Ceylon Singolare - Doppio                         | Annette de Fonblanque 4-6 13-11 6-2                   | N. de Saram                                 |               |                     |
| 18 marzo  | Ceylon Championships 1891 Nuwara Eliya, Ceylon Singolare - Doppio                         |                                                       |                                             |               |                     |
| 18 marzo  | Ceylon Championships 1891 Nuwara Eliya, Ceylon Singolare - Doppio                         | Doppio misto: Robert Templer Mrs J. Watson 8-6 ritiro | Charles de Fonblanque Annette de Fonblanque |               |                     |

## Aprile
| Settimana | Torneo                                                                                           | Vincitore            | Finalista | Semifinalisti | Eliminati ai quarti |
| --------- | ------------------------------------------------------------------------------------------------ | -------------------- | --------- | ------------- | ------------------- |
| 11 aprile | British Covered Court Championships 1891 Londra, Gran Bretagna Parquet indoor Singolare - Doppio | Maud Shackle 7-5 6-3 | May Jacks |               |                     |
| 11 aprile | British Covered Court Championships 1891 Londra, Gran Bretagna Parquet indoor Singolare - Doppio |                      |           |               |                     |

## Maggio
| Settimana | Torneo                                                                       | Vincitore                                                    | Finalista                          | Semifinalisti | Eliminati ai quarti |
| --------- | ---------------------------------------------------------------------------- | ------------------------------------------------------------ | ---------------------------------- | ------------- | ------------------- |
| 16 maggio | New South Wales Championships 1891 Sydney, Australia Erba Singolare - Doppio | S. Dransfield 3-6 6-1 6-3                                    | Ellen Blaxland                     |               |                     |
| 16 maggio | New South Wales Championships 1891 Sydney, Australia Erba Singolare - Doppio | S. Dransfield Zilla Scott 7-5 6-3                            | C. Raleigh E. Raleigh              |               |                     |
| 16 maggio | New South Wales Championships 1891 Sydney, Australia Erba Singolare - Doppio | Doppio misto: Dudley Webb Ellen Blaxland 6-2 6-1             | Robert Fitzgerald Eliza Fitzgerald |               |                     |
| 30 maggio | Irish Championships 1891 Dublino, Irlanda Erba Singolare - Doppio            | Louisa Martin 6-2 5-7 6-0                                    | Florence Stanuell                  |               |                     |
| 30 maggio | Irish Championships 1891 Dublino, Irlanda Erba Singolare - Doppio            | Louisa Martin Florence Stanuell 6-2 3-6 6-4                  | Helen Jackson N Pope               |               |                     |
| 30 maggio | Irish Championships 1891 Dublino, Irlanda Erba Singolare - Doppio            | Doppio misto: Louisa Martin Grainger Chaytor 6-2 6-1 5-7 6-3 | Miss McClintock                    |               |                     |

## Giugno
| Settimana | Torneo                                                                                                | Vincitore                                      | Finalista                       | Semifinalisti | Eliminati ai quarti |
| --------- | --- | ---------------------------------------------- | ------------------------------- | ------------- | ------------------- |
|           | Welsh Championships 1891 Cardiff, Gran Bretagna Erba Singolare - Doppio                               | N Pope 4-6 6-4 6-1                             | Mary Sweet-Escott               |               |                     |
|           | Welsh Championships 1891 Cardiff, Gran Bretagna Erba Singolare - Doppio                               |                                                |                                 |               |                     |
| 6 giugno  | Torneo di Whitehouse 1891 Edimburgo, Gran Bretagna Singolare - Doppio                                 | Lottie Paterson 7-5 6-2                        | Jane Corder                     |               |                     |
| 6 giugno  | Torneo di Whitehouse 1891 Edimburgo, Gran Bretagna Singolare - Doppio                                 |                                                |                                 |               |                     |
| 7 giugno  | West of England Championships 1891 Bath, Gran Bretagna Erba Singolare - Doppio                        | N Pope 6-0 7-5                                 | Miss Agg                        |               |                     |
| 7 giugno  | West of England Championships 1891 Bath, Gran Bretagna Erba Singolare - Doppio                        |                                                |                                 |               |                     |
| 7 giugno  | West of England Championships 1891 Bath, Gran Bretagna Erba Singolare - Doppio                        | Doppio misto: N Pope James Baldwin 6-2 8-6     | Miss Stoddart AF Stoddart       |               |                     |
| 12 giugno | Scottish Championships 1891 Edimburgo, Gran Bretagna Singolare - Doppio                               | Helen Jackson 4-6 6-0 6-1                      | Jane Corder                     |               |                     |
| 12 giugno | Scottish Championships 1891 Edimburgo, Gran Bretagna Singolare - Doppio                               |                                                |                                 |               |                     |
| 12 giugno | Orange Club Tournament 1891 Dartmouth, USA Erba Singolare - Doppio                                    | Mabel Cahill 7-5 7-5                           | Mrs W Fellowes Morgan           |               |                     |
| 12 giugno | Orange Club Tournament 1891 Dartmouth, USA Erba Singolare - Doppio                                    |                                                |                                 |               |                     |
| 13 giugno | North of Ireland Championships 1891 Belfast, Irlanda Singolare - Doppio                               | Miss Hearn 6-2 6-2                             | A Kinahan                       |               |                     |
| 13 giugno | North of Ireland Championships 1891 Belfast, Irlanda Singolare - Doppio                               |                                                |                                 |               |                     |
| 13 giugno | Torneo di Montpellier Gardens 1891 Cheltenham, Gran Bretagna Erba Singolare - Doppio                  | Maud Shackle 6-2 6-1                           | G Leeds-Paine                   |               |                     |
| 13 giugno | Torneo di Montpellier Gardens 1891 Cheltenham, Gran Bretagna Erba Singolare - Doppio                  | G Leeds-Paine Maud Shackle 6-3 6-4             | Ivy Arbuthnot May Arbuthnot     |               |                     |
| 13 giugno | East Gloucestershire Cricket Ground Tournament 1891 Cheltenham, Gran Bretagna Erba Singolare - Doppio | N Pope 6-1 6-2                                 | Florence Mardall                |               |                     |
| 13 giugno | East Gloucestershire Cricket Ground Tournament 1891 Cheltenham, Gran Bretagna Erba Singolare - Doppio | M Agg N Pope 6-3 6-3                           | B Agg Florence Mardall          |               |                     |
| 13 giugno | East Gloucestershire Cricket Ground Tournament 1891 Cheltenham, Gran Bretagna Erba Singolare - Doppio | Doppio misto: N Pope James Baldwin 6-2 6-2     | Miss Agg Wilfred Milne          |               |                     |
| 20 giugno | Kent Championships 1891 Beckenham, Gran Bretagna Erba Singolare - Doppio                              | Maud Shackle 6-4 6-0                           | May Jacks                       |               |                     |
| 20 giugno | Kent Championships 1891 Beckenham, Gran Bretagna Erba Singolare - Doppio                              |                                                |                                 |               |                     |
| 20 giugno | Northern Championships 1891 Manchester, Gran Bretagna Erba Singolare - Doppio                         | Florence Stanuell 6-3 2-6 6-4                  | Beatrice Wood                   |               |                     |
| 20 giugno | Northern Championships 1891 Manchester, Gran Bretagna Erba Singolare - Doppio                         |                                                |                                 |               |                     |
| 20 giugno | Northern Championships 1891 Manchester, Gran Bretagna Erba Singolare - Doppio                         | Doppio misto: Helen Jackson JC Kay 6-2 6-2     | Jane Corder TG Hill             |               |                     |
| 27 giugno | Headingley Tournament 1891 Leeds, Gran Bretagna Erba Singolare - Doppio                               | Helen Jackson 6-1 7-5                          | Beatrice Wood                   |               |                     |
| 27 giugno | Headingley Tournament 1891 Leeds, Gran Bretagna Erba Singolare - Doppio                               | Jane Corder Mrs Thompson 6-4 6-2               | Helen Jackson Miss Jonstone     |               |                     |
| 27 giugno | Kent County Championships 1891 Blackheath, Gran Bretagna Erba Singolare - Doppio                      | Miss Hutchinson 6-2 3-6 10-8                   | Amy Wilson                      |               |                     |
| 27 giugno | Kent County Championships 1891 Blackheath, Gran Bretagna Erba Singolare - Doppio                      |                                                |                                 |               |                     |
| 28 giugno | U.S. National Championships 1891 Filadelfia, USA Erba Singolare - Doppio                              | Mabel Cahill 6-4, 6-1, 4-6, 6-3                | Ellen Roosevelt                 |               |                     |
| 28 giugno | U.S. National Championships 1891 Filadelfia, USA Erba Singolare - Doppio                              | Mabel Cahill Emma Leavitt Morgan 2-6, 8-6, 6-4 | Grace Roosevelt Ellen Roosevelt |               |                     |

## Luglio
| Settimana | Torneo                                                                                                   | Vincitore                                          | Finalista                    | Semifinalisti | Eliminati ai quarti |
| --------- | --- | -------------------------------------------------- | ---------------------------- | ------------- | ------------------- |
| 12 luglio | Torneo di Wimbledon 1891 Londra, Gran Bretagna Erba Singolare                                            | Blanche Bingley 6-2 6-1                            | Lottie Dod                   |               |                     |
| 18 luglio | Queen's Club Championships 1891 Londra, Gran Bretagna Erba Singolare - Doppio                            | Maud Shackle 6-2 4-6 6-3                           | May Jacks                    |               |                     |
| 18 luglio | Queen's Club Championships 1891 Londra, Gran Bretagna Erba Singolare - Doppio                            |                                                    |                              |               |                     |
| 18 luglio | Nottingham Tournament 1891 Nottingham, Gran Bretagna Erba Singolare - Doppio                             | M. Evans 4-6 6-2 6-2                               | N. Pope                      |               |                     |
| 18 luglio | Nottingham Tournament 1891 Nottingham, Gran Bretagna Erba Singolare - Doppio                             |                                                    |                              |               |                     |
| 18 luglio | Natal Championships 1891 Pietermarizburg, Sudafrica Terra rossa Singolare - Doppio                       | Mabel Grant 6-2 6-1                                | L. Button                    |               |                     |
| 18 luglio | Natal Championships 1891 Pietermarizburg, Sudafrica Terra rossa Singolare - Doppio                       |                                                    |                              |               |                     |
| 18 luglio | Natal Championships 1891 Pietermarizburg, Sudafrica Terra rossa Singolare - Doppio                       | Doppio misto: Mabel Grant Jack Grant 6-1 6-0       | Baker L. Button              |               |                     |
| 25 luglio | Middlesex Championships 1891 Chiswick Park, Gran Bretagna Erba Singolare - Doppio                        | Maud Shackle 6-0 6-1                               | Edith Austin                 |               |                     |
| 25 luglio | Middlesex Championships 1891 Chiswick Park, Gran Bretagna Erba Singolare - Doppio                        |                                                    |                              |               |                     |
| 25 luglio | Edgbaston Croquet and Lawn Tennis Club Tournament 1891 Birmingham, Gran Bretagna Erba Singolare - Doppio | Alice Pickering 6-1 6-3                            | Mrs Wills                    |               |                     |
| 25 luglio | Edgbaston Croquet and Lawn Tennis Club Tournament 1891 Birmingham, Gran Bretagna Erba Singolare - Doppio |                                                    |                              |               |                     |
| 25 luglio | Edgbaston Croquet and Lawn Tennis Club Tournament 1891 Birmingham, Gran Bretagna Erba Singolare - Doppio | Doppio misto: Alice Pickering JG Brown 5-7 6-2 6-3 | Mrs Simcox Manliffe Goodbody |               |                     |
| 25 luglio | Torneo di Leamington 1891 Leamington, Gran Bretagna Erba Singolare - Doppio                              | N. Pope 6-1 6-4                                    | E. Whieldon                  |               |                     |
| 25 luglio | Torneo di Leamington 1891 Leamington, Gran Bretagna Erba Singolare - Doppio                              |                                                    |                              |               |                     |

## Agosto
| Settimana | Torneo                                                                                    | Vincitore                                              | Finalista                                             | Semifinalisti | Eliminati ai quarti |
| --------- | ----------------------------------------------------------------------------------------- | ------------------------------------------------------ | ----------------------------------------------------- | ------------- | ------------------- |
| agosto    | East of Scotland Championships 1891 Saint Andrews, Gran Bretagna Erba Singolare - Doppio  | Jane Corder 6-0 6-2                                    | Miss Moir                                             |               |                     |
| agosto    | East of Scotland Championships 1891 Saint Andrews, Gran Bretagna Erba Singolare - Doppio  | Jane Corder Miss Paterson 6-4 4-6 6-4                  | Miss Jonstone Miss Moir                               |               |                     |
| 1º agosto | Northumberland Championships 1891 Newcastle, Gran Bretagna Erba Singolare - Doppio        | Helen Jackson 6-2 6-4                                  | Florence Thompson                                     |               |                     |
| 1º agosto | Northumberland Championships 1891 Newcastle, Gran Bretagna Erba Singolare - Doppio        | Jane Corder Miss Thompson 6-1 6-2                      | Connie Butler Helen Jackson                           |               |                     |
| 1º agosto | Northumberland Championships 1891 Newcastle, Gran Bretagna Erba Singolare - Doppio        | Doppio misto: Beatrice Wood Harold Mahony 6-4 6-8 6-3  | Miss Chatterton-Clark PB Brown                        |               |                     |
| 5 agosto  | Torneo di The Hague 1891 L'Aia, Paesi Bassi Terra rossa Singolare - Doppio                | E Van Aken 6-1 6-3                                     | Miss Van Sittert                                      |               |                     |
| 5 agosto  | Torneo di The Hague 1891 L'Aia, Paesi Bassi Terra rossa Singolare - Doppio                | Miss Bol E Van Aken 6-1 6-2                            | Miss Leus Miss Scherino                               |               |                     |
| 5 agosto  | Torneo di The Hague 1891 L'Aia, Paesi Bassi Terra rossa Singolare - Doppio                | Doppio misto: Miss Bol Mr Van Aken 6-4 6-3             | Miss Van Sittert Mr Van Rhede                         |               |                     |
| 8 agosto  | Isle of Man Championships 1891 Douglas, Gran Bretagna Singolare - Doppio                  | N. Darrah 7-5 9-7                                      | Lilla Ferrier                                         |               |                     |
| 8 agosto  | Isle of Man Championships 1891 Douglas, Gran Bretagna Singolare - Doppio                  |                                                        |                                                       |               |                     |
| 8 agosto  | Torneo di Exmouth 1891 Exmouth, Gran Bretagna Erba Singolare - Doppio                     | Edith Austin 6-3 9-7                                   | Lilian Pine-Coffin                                    |               |                     |
| 8 agosto  | Torneo di Exmouth 1891 Exmouth, Gran Bretagna Erba Singolare - Doppio                     |                                                        |                                                       |               |                     |
| 8 agosto  | Torneo di Exmouth 1891 Exmouth, Gran Bretagna Erba Singolare - Doppio                     | Doppio misto: Edith Austin Ernest Renshaw 6-4 8-10 6-4 | Elsie Pinckney Francis St. B. Haskett-Smith           |               |                     |
| 8 agosto  | Torneo di Sheffield and Hallamshire 1891 Sheffield, Gran Bretagna Erba Singolare - Doppio | Beatrice Wood 6-3 6-3                                  | Agnes Watts                                           |               |                     |
| 8 agosto  | Torneo di Sheffield and Hallamshire 1891 Sheffield, Gran Bretagna Erba Singolare - Doppio |                                                        |                                                       |               |                     |
| 8 agosto  | West of Scotland Championships 1891 Inverkip, Gran Bretagna Erba Singolare - Doppio       | Miss Moir 6-4 6-1                                      | R Templeton                                           |               |                     |
| 8 agosto  | West of Scotland Championships 1891 Inverkip, Gran Bretagna Erba Singolare - Doppio       |                                                        |                                                       |               |                     |
| 8 agosto  | West of Scotland Championships 1891 Inverkip, Gran Bretagna Erba Singolare - Doppio       | Doppio misto: Miss Moir JE Orr 4-6 7-5 6-4             | J Burns HG Nadin                                      |               |                     |
| 11 agosto | Transvaal Championships 1891 Johannesburg, Sudafrica Terra rossa Singolare - Doppio       | Mabel Grant 6-1 6-0                                    | Miss Marais                                           |               |                     |
| 11 agosto | Transvaal Championships 1891 Johannesburg, Sudafrica Terra rossa Singolare - Doppio       |                                                        |                                                       |               |                     |
| 11 agosto | Transvaal Championships 1891 Johannesburg, Sudafrica Terra rossa Singolare - Doppio       | Doppio misto: Mabel Grant Jack Grant 6-3 6-1           | Mrs Fletcher Curtis                                   |               |                     |
| 15 agosto | Derbyshire Championships 1891 Buxton, Gran Bretagna Erba Singolare - Doppio               | May Marriott 6-2 6-2                                   | Beatrice Wood                                         |               |                     |
| 15 agosto | Derbyshire Championships 1891 Buxton, Gran Bretagna Erba Singolare - Doppio               | Louisa Marriott May Marriott 6-4 2-6 6-2               | Alice Pickering Mrs Taunton Collins                   |               |                     |
| 15 agosto | Derbyshire Championships 1891 Buxton, Gran Bretagna Erba Singolare - Doppio               | Doppio misto: May Marriott James Baldwin 6-2 7-5       | Miss Wadsworth Harry Barlow                           |               |                     |
| 15 agosto | Torneo di Teignmouth 1891 Teignmouth, Gran Bretagna Erba Singolare - Doppio               | Violet Pinckney 3-6 7-5 6-4                            | Lilian Pine-Coffin                                    |               |                     |
| 15 agosto | Torneo di Teignmouth 1891 Teignmouth, Gran Bretagna Erba Singolare - Doppio               |                                                        |                                                       |               |                     |
| 15 agosto | Torneo di Teignmouth 1891 Teignmouth, Gran Bretagna Erba Singolare - Doppio               | Doppio misto: Elsie Pinckney Charles Chaytor           | R Wright Ernest Lewis                                 |               |                     |
| 15 agosto | East of England Championships 1891 Felixstowe, Gran Bretagna Singolare - Doppio           | Winifred Kersey 6-4 6-2                                | C. Tidbury                                            |               |                     |
| 15 agosto | East of England Championships 1891 Felixstowe, Gran Bretagna Singolare - Doppio           |                                                        |                                                       |               |                     |
| 20 agosto | Torneo di Saxmundham 1891 Saxmundham, Gran Bretagna Erba Singolare - Doppio               | Winifred Kersey 6-2 4-6 6-2                            | Miss Carter                                           |               |                     |
| 20 agosto | Torneo di Saxmundham 1891 Saxmundham, Gran Bretagna Erba Singolare - Doppio               | Winifred Kersey L.F. Stains 6-3 6-2                    | May Lowther Mariota Thellusson                        |               |                     |
| 20 agosto | Torneo di Saxmundham 1891 Saxmundham, Gran Bretagna Erba Singolare - Doppio               | Doppio misto: A. Flick Edward Allen 6-4 3-0 ritiro     | Miss Lee-French E Lee-French                          |               |                     |
| 22 agosto | Queensland Championships 1891 Brisbane, Australia Erba Singolare - Doppio                 | Miss Lee 7-5 6-2                                       | Mrs Quinnell                                          |               |                     |
| 22 agosto | Queensland Championships 1891 Brisbane, Australia Erba Singolare - Doppio                 |                                                        |                                                       |               |                     |
| 22 agosto | North of England Championships 1891 Scarborough, Gran Bretagna Erba Singolare - Doppio    | Helen Jackson 6-3 6-1                                  | N Pope                                                |               |                     |
| 22 agosto | North of England Championships 1891 Scarborough, Gran Bretagna Erba Singolare - Doppio    | Miss Crosby Alice Pickering 6-3 6-3                    | Miss Huleatt                                          |               |                     |
| 22 agosto | North of England Championships 1891 Scarborough, Gran Bretagna Erba Singolare - Doppio    | Doppio misto: Alice Pickering JC Bythell 4-6 7-5 6-4   | L Clark Harry Barlow                                  |               |                     |
| 29 agosto | Aldeburgh Tournament 1891 Aldeburgh, Gran Bretagna Erba Singolare - Doppio                | May Lowther 6-4 0-6 6-4                                | Miss Carter                                           |               |                     |
| 29 agosto | Aldeburgh Tournament 1891 Aldeburgh, Gran Bretagna Erba Singolare - Doppio                |                                                        |                                                       |               |                     |
| 29 agosto | Aldeburgh Tournament 1891 Aldeburgh, Gran Bretagna Erba Singolare - Doppio                | Doppio misto: E. Round Rupert Hamblin-Smith 7-5 6-0    | Beatrice Chetwynd-Stapylton Edward Chetwynd-Stapylton |               |                     |
| 29 agosto | Torneo di Bournemouth 1891 Bournemouth, Gran Bretagna Erba Singolare - Doppio             | Violet Pinckney walkover                               | Elsie Pinckney                                        |               |                     |
| 29 agosto | Torneo di Bournemouth 1891 Bournemouth, Gran Bretagna Erba Singolare - Doppio             | Elsie Pinckney Violet Pinckney 6-3 6-1                 | C Stogden E Stogden                                   |               |                     |

## Settembre
| Settimana    | Torneo                                                                                   | Vincitore                                              | Finalista                    | Semifinalisti | Eliminati ai quarti |
| ------------ | ---------------------------------------------------------------------------------------- | ------------------------------------------------------ | ---------------------------- | ------------- | ------------------- |
| settembre    | Torneo di Boulogne-sur-Mer 1891 Boulogne-sur-Mer, Francia Terra rossa Singolare - Doppio | May Artbuthnot 6-3 7-9 6-3                             | Constance Langley Smith      |               |                     |
| settembre    | Torneo di Boulogne-sur-Mer 1891 Boulogne-sur-Mer, Francia Terra rossa Singolare - Doppio |                                                        |                              |               |                     |
| 4 settembre  | Sussex Championships 1891 Brighton, Gran Bretagna Erba Singolare - Doppio                | Maud Shackle 6-4 5-7 6-2                               | May Langrishe                |               |                     |
| 4 settembre  | Sussex Championships 1891 Brighton, Gran Bretagna Erba Singolare - Doppio                | C Bryan Blanche Hillyard                               | A Shackle Maud Shackle       |               |                     |
| 4 settembre  | Sussex Championships 1891 Brighton, Gran Bretagna Erba Singolare - Doppio                | Doppio misto: Blanche Hillyard George Hillyard 6-1 7-5 | Maud Shackle Charles Chaytor |               |                     |
| 12 settembre | South of England Championships 1891 Eastbourne, Gran Bretagna Erba Singolare - Doppio    | Blanche Hillyard 2-6 7-5 6-0                           | May Langrishe                |               |                     |
| 12 settembre | South of England Championships 1891 Eastbourne, Gran Bretagna Erba Singolare - Doppio    |                                                        |                              |               |                     |
| 12 settembre | South of England Championships 1891 Eastbourne, Gran Bretagna Erba Singolare - Doppio    | Doppio misto: May Langrishe Harry Barlow 2-6 6-4 9-7   | Blanche Hillyard             |               |                     |
| 12 settembre | Pacific Coast Championships 1891 San Rafael, USA Cemento Singolare - Doppio              | Bertha Crouch 6-2 6-2                                  | Miss Walker                  |               |                     |
| 12 settembre | Pacific Coast Championships 1891 San Rafael, USA Cemento Singolare - Doppio              |                                                        |                              |               |                     |

## Ottobre
Nessun evento

## Novembre
| Settimana   | Torneo                                                                    | Vincitore                                  | Finalista                 | Semifinalisti | Eliminati ai quarti |
| ----------- | ------------------------------------------------------------------------- | ------------------------------------------ | ------------------------- | ------------- | ------------------- |
| 14 novembre | Victorian Championships 1891 Melbourne, Australia Erba Singolare - Doppio | Miss Mayne 6-5 6-4                         | Mabel Shaw                |               |                     |
| 14 novembre | Victorian Championships 1891 Melbourne, Australia Erba Singolare - Doppio | Miss Guthrie Miss Mayne walkover           | Miss Cumberland Miss Parr |               |                     |
| 14 novembre | Victorian Championships 1891 Melbourne, Australia Erba Singolare - Doppio | Doppio misto: Miss Mayne Ben Green 6-3 7-5 | Mabel Shaw Richard Shuter |               |                     |

## Dicembre
| Settimana   | Torneo                                                                  | Vincitore                    | Finalista                   | Semifinalisti | Eliminati ai quarti |
| ----------- | ----------------------------------------------------------------------- | ---------------------------- | --------------------------- | ------------- | ------------------- |
| 31 dicembre | New Zealand Championships 1891 Napier, Nuova Zelanda Singolare - Doppio | Nina Douslin 3-6 6-2 7-5     | Constance Abraham           |               |                     |
| 31 dicembre | New Zealand Championships 1891 Napier, Nuova Zelanda Singolare - Doppio | E Harman Isabel Rees 7-5 6-3 | Nina Douslin Hilda Hitchins |               |                     |